# NGC 454

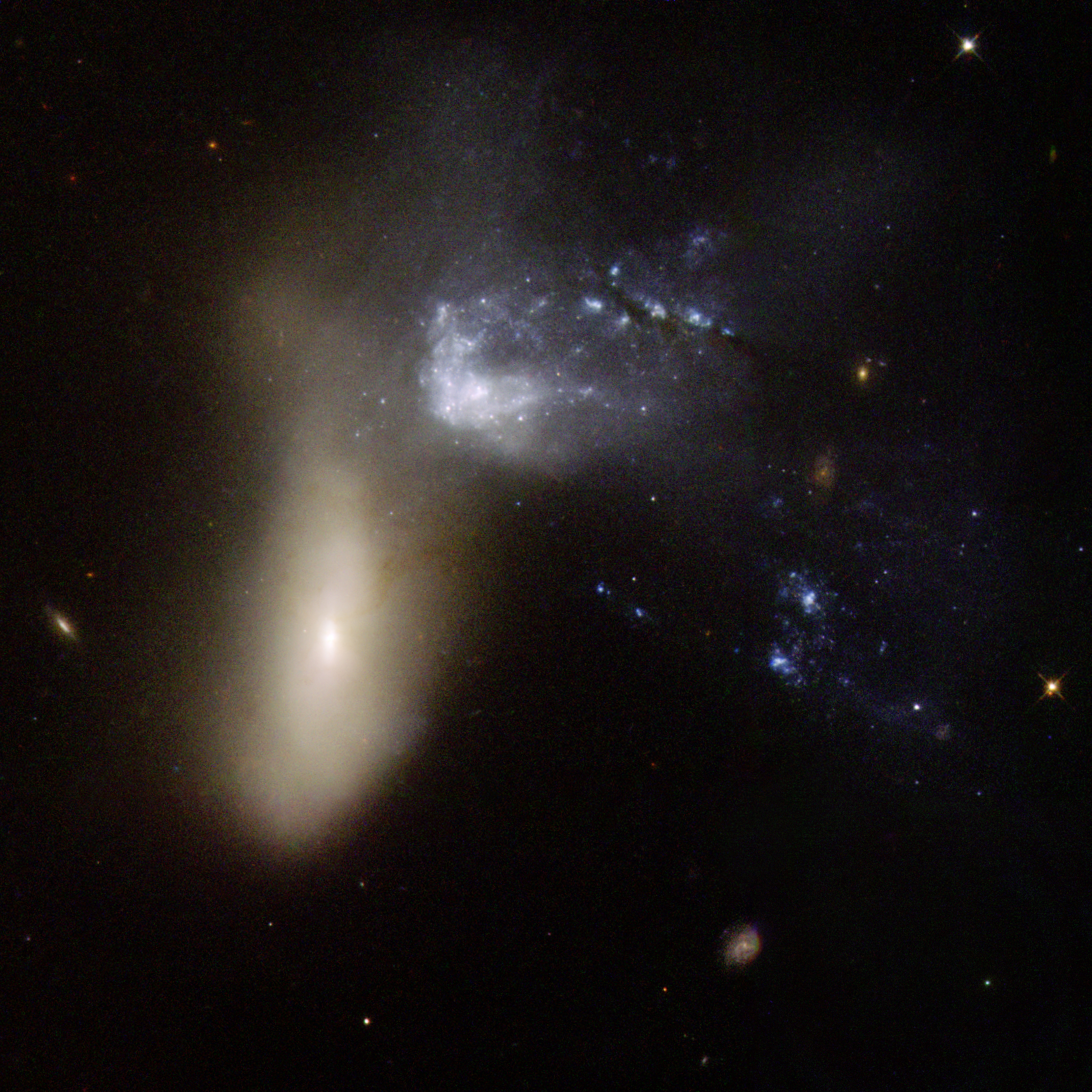
NGC 454 (Telescopul spațial Hubble)

NGC 454 este o interacțiune de galaxii formată din galaxiile PGC 4461 și PGC 4468 situată în constelația Phoenix. A fost descoperită în 5 octombrie 1834 de către John Herschel.